# Ein Kompliment
Ein Kompliment ist ein Lied der deutschen Indie-Rock-Band Sportfreunde Stiller. Der Song ist die erste Singleauskopplung ihres zweiten Studioalbums Die gute Seite und wurde am 4. März 2002 veröffentlicht. Eine Akustikversion des Stücks, die auf dem Livealbum MTV Unplugged in New York enthalten ist, erschien am 15. Mai 2009 ebenfalls als Single.

## Inhalt
Ein Kompliment wird aus der Sicht des lyrischen Ichs gesungen, das sich an seine Bezugsperson wendet. Dabei werden diesem Menschen zahlreiche Komplimente gemacht, die mit Liebe und Freundschaft zu tun haben. So wird die Person als „Perfektion der besten Art und Weise“ und „so schön, dass man nie darauf verzichten mag“ bezeichnet. Es wird auch die Frage gestellt, ob diese Gefühle auf Gegenseitigkeit beruhen.

„Ich wollte dir nur mal eben sagen

Dass du das Größte für mich bist

Und sichergeh’n, ob du denn dasselbe für mich fühlst

Für mich fühlst“

## Produktion
Der Song wurde von dem Musikproduzenten Uwe Hoffmann produziert. Als Autoren fungierten die Sportfreunde-Stiller-Mitglieder Peter Brugger, Rüdiger Linhof und Florian Weber.

## Musikvideo
Bei dem zu Ein Kompliment gedrehten Musikvideo führte Uwe Flade Regie. Es verzeichnet auf YouTube über sechs Millionen Aufrufe (Stand Januar 2022). Beim VIVA Comet 2002 war es in der Kategorie Video national nominiert, unterlag jedoch Kein Alkohol ist auch keine Lösung von Die Toten Hosen.
Das Video zeigt die Sportfreunde Stiller, die das Lied in einem Raum während einer polizeilichen Gegenüberstellung spielen. Dabei hakt eine Zeugin eine Liste von Bands ab, die den Song im Video spielen, darunter auch Echt und die Emil Bulls. Nach ihren Auftritten werden die anderen Bands von Polizisten abgeführt. Bei den Sportfreunden Stiller dreht die Zeugin das Lied dagegen extra laut auf und wünscht sich am Ende des Videos eine Wiederholung.
Das Livevideo vom MTV Unplugged in New York wurde auf YouTube mehr als 15 Millionen Mal aufgerufen (Stand Januar 2022).

## Single

### Covergestaltung
Das Singlecover der Originalversion zeigt von links nach rechts die drei Bandmitglieder Peter Brugger, Rüdiger Linhof und Florian Weber in roten Farbtönen. Im oberen Teil des Covers stehen die schwarzen Schriftzüge Sportfreunde Stiller und ein kompliment auf weißem Grund. Rechts unten befindet sich das Logo der Band. Auf dem Singlecover der Akustikversion sind zwei Frauen in Röcken und weißen Stiefeln zu sehen. Rechts im Bild befinden sich die orangen Schriftzüge Sportfreunde Stiller, MTV Unplugged in New York und Ein Kompliment. Der Hintergrund ist dunkel gehalten.

### Titellisten
Original
1. Ein Kompliment – 3:18
2. Wie lange sollen wir noch warten – 3:30
3. Antigone – 2:27
4. Happy End – 3:15

Unplugged
1. Ein Kompliment – 4:27
2. Ein Kompliment (Video) – 4:18

### Chartplatzierungen
Ein Kompliment stieg am 18. März 2002 auf Platz 45 in die deutschen Singlecharts ein, erreichte zwei Wochen später mit Rang 37 vorläufig die beste Platzierung und hielt sich neun Wochen in den Top 100. Nach Veröffentlichung der Akustikversion erreichte der Song am 3. Juli 2009 mit Rang sechs seine Höchstplatzierung. Insgesamt konnte er sich 64 Wochen in den deutschen Charts halten, womit Ein Kompliment zu den erfolgreichsten Dauerbrennern zählt. Obwohl das Lied nur Rang sechs erreichte, war es trotzdem für eine Woche der erfolgreichste deutschsprachige Titel in den Charts. In Österreich wurden beide Singleversionen einzeln in den Charts gewertet, hier belegte das Original Platz 45, während die Akustikversion Rang 14 erreichte. Dagegen konnte sich Ein Kompliment in der Schweiz nicht in den Top 100 platzieren. 2009 belegte Ein Kompliment Rang 26 der deutschen Single-Jahrescharts.
| ChartsChartplatzierungen | Höchstplatzierung | Wochen |
| ------------------------ | ----------------- | ------ |
| Deutschland (GfK)        | 6 (64 Wo.)        | 64     |
| Österreich (Ö3)          | 45 (7 Wo.)        | 7      |

| ChartsChartplatzierungen | Höchstplatzierung | Wochen |
| ------------------------ | ----------------- | ------ |
| Österreich (Ö3)          | 14 (52 Wo.)       | 52     |

| ChartsJahrescharts (2009) | Platzierung |
| ------------------------- | ----------- |
| Deutschland (GfK)         | 26          |
| Österreich (Ö3)           | 57          |

### Auszeichnungen für Musikverkäufe
Ein Kompliment wurde im Jahr 2024 für mehr als 900.000 Verkäufe in Deutschland mit dreifachem Gold ausgezeichnet. Damit ist es einer der kommerziell erfolgreichsten Songs der Band.

| Land/Region        | Auszeichnungen für Musikverkäufe (Land/Region, Auszeichnung, Verkäufe) | Verkäufe |
| ------------------ | ---------------------------------------------------------------------- | -------- |
| Deutschland (BVMI) | 3× Gold                                                                | 900.000  |
| Insgesamt          | 1× Gold · 1× Platin ·                                                  | 900.000  |

Beim VIVA Comet 2010 wurde das Lied in der Kategorie Bester Song nominiert, unterlag jedoch Hey du! von Sido.

## Coverversionen
Ein Kompliment wurde 2011 von Scala & Kolacny Brothers und 2013 von Heino, Voxxclub sowie von Callejon gecovert. 2017 erschien eine Liveversion von Roger Cicero als Promo-Single aus seinem Best-of-Album Glück ist leicht – Das Beste von 2006–2016. Der Refrain des 2023 veröffentlichten Liedes Waste Your Youth von Scooter basiert auf dem Refrain von Ein Kompliment.
2024 veröffentlichten Harris & Ford einen Hardstyle-Remix des Songs.